# Новый атеизм

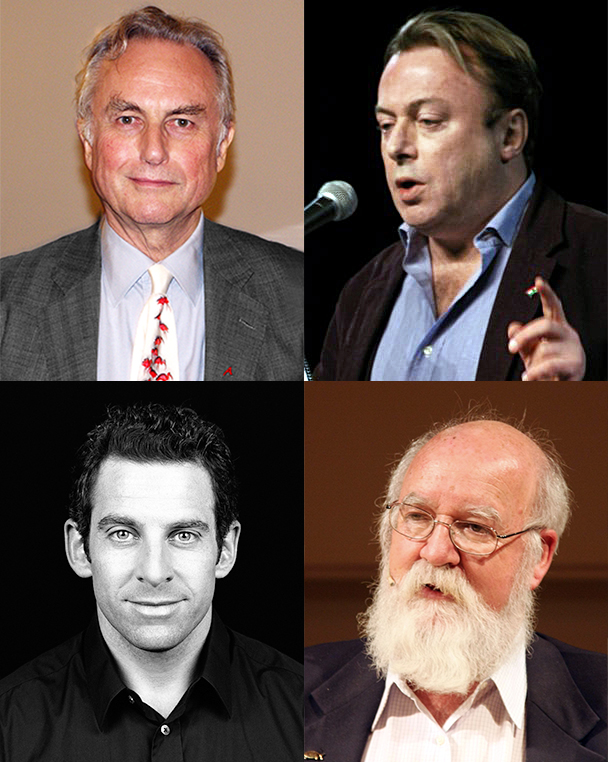
По часовой стрелке, начиная с верхнего левого фото «четыре всадника» атеизма: Ричард Докинз, Кристофер Хитченс, Дэниел Деннет, Сэм Харрис

Но́вый атеи́зм (англ. New atheism) — условное название системы взглядов ряда учёных, философов и общественных деятелей, в основе которой лежат представление о религии как о болезни современного общества, с которой нужно активно бороться, и опровержение базовых положений религии (например, о существовании Бога) с помощью научного метода.

## История
«Новый атеизм» рассматривается как ответ на рост религиозного фундаментализма по всему миру, в частности — на теракты 11 сентября 2001 года в США, совершённые исламистами, и распространение религиозности в США, где влиятельные христианские общины выступают за преподавание в школах креационизма, запрет однополых браков и ограничение исследования стволовых клеток.
В 2005 году публицист Сэм Харрис выпустил книгу «Конец веры», ставшую бестселлером. Её главным предметом было влияние ислама на теракты 11 сентября, однако Харрис видел корень бед не в исламе как таковом, а в природе религии. В 2006 году были изданы «Письмо к христианской нации» Харриса, «Разрушение заклятия» философа Дэниела Деннета и «Бог как иллюзия» британского этолога Ричарда Докинза, ставшая одним из главных бестселлеров года в США; в 2007 году — «Бог — не любовь» Кристофера Хитченса и «Бог: неудачная гипотеза» Виктора Стенджера. Эти книги были изданы в крупных издательствах и получили широкое освещение в СМИ. В 2006 году журналист Wired Гэри Вулф объявил о наступлении «нового атеизма». Докинза, Харриса, Деннета и Хитченса нарекли «четырьмя всадниками» атеизма; это прозвище, первоначально вброшенное противниками «новых» атеистов, прижилось.

## Идеи
Докинз и Стенджер рассматривают существование Бога как научную гипотезу, которая может быть проверена стандартными научными методами, в частности фальсифицирована. Оба автора приходят к выводу о том, что существование Бога опровергается логически. Кроме того, все происходящие в мире процессы, в том числе возникновение жизни и работа сознания человека, могут быть объяснены с позиций науки.
«Новые» атеисты рассматривают религию не просто как заблуждение, но как зло, с которым необходимо активно бороться. Как зло они рассматривают и толерантность к религии. Харрис особо отмечал, что опасны не только наиболее агрессивные фундаменталистские формы религии, но и «умеренная» религиозность, являющаяся, по сути, первым шагом к тому же фундаментализму. Соглашаясь с тем, что религия существовала на протяжении человеческой истории в силу объективных причин — когнитивных установок человека, — Харрис утверждает, что человечеству под силу отказаться от религии так же, как оно, с течением истории, отказалось от других устаревших практик, таких, как рабство. Позиция Деннета несколько отличается от абсолютного неприятия религии Харрисом и Докинзом: Деннет допускает существование у человека некоторых априорных установок, которые являются для человека сакральными и принимаются на веру, но распространяет их только на вопросы этики.

## Критика
«Новый атеизм» критикуется со стороны христианских богословов. Так, Алистер Макграт издал книгу «Заблуждение Докинза», полностью посвящённую полемике с Докинзом.
«Новых» атеистов упрекают в том, что они не предлагают ничего нового в содержательной критике религии, а их новизна состоит только в агрессивной публичной позиции, кампании в масс-медиа и публикациях в ведущих издательствах.
По мнению католического богослова Джона Хота, «новые» атеисты недостаточно последовательны по сравнению с «классическими» атеистами, такими как Маркс, Камю или Ницше: в то время как атеисты прошлого осознавали, что отмена религии будет началом новой эры, «новые» атеисты, по мнению Хота, «пребывают в заблуждении, что после исчезновения религии можно будет жить по-старому».

## Основные публикации
Ниже приведены некоторые из наиболее существенных книг в области «нового атеизма»:
- «Трактат атеологии» — Мишель Онфре (2005);
- «Бог как иллюзия» — Клинтон Ричард Докинз (2006);
- «Конец веры» — Сэм Харрис (2004);
- «Бог: неудачная гипотеза» — Виктор Стенджер (2007);
- «Бог — не любовь» — Кристофер Эрик Хитченс (2007).